# جون بوك
جون بوك (بالإنجليزية: John Bock)‏ هو لاعب كرة قدم أمريكية أمريكي، ولد في 11 فبراير 1971 في كريستال ليك في الولايات المتحدة.

## وصلات خارجية
- جون بوك على موقع مرجع كرة القدم المحترفة.كوم (الإنجليزية)